# آیان-یوریاخ
آیان-یوریاخ (به لاتین: Ayan-Yuryakh) یک رود در روسیه است که در استان ماگادان واقع شده‌است.